# Аліенор Трісеррі
Аліенор Трісеррі (фр. Aliénor Tricerri; нар. 17 лютого 1975) — колишня швейцарська тенісистка.
Найвищу одиночну позицію світового рейтингу — 286 місце досягла 20 вересня 1999, парну — 203 місце — 18 вересня 2000 року.
Здобула 4 одиночні та 21 парний титул туру ITF.
Завершила кар'єру 2008 року.

## Фінали ITF
| Турніри $100,000 |
| Турніри $75,000  |
| Турніри $50,000  |
| Турніри $25,000  |
| Турніри $10,000  |

### Одиночний розряд (4–8)
| Результат | Ранг | Дата              | Турнір                                  | Покриття | Суперниця           | Рахунок       |
| --------- | ---- | ----------------- | --------------------------------------- | -------- | ------------------- | ------------- |
| Поразка   | 1.   | 9 листопада 1997  | Санто-Домінго, Домініканська Республіка | Ґрунт    | Мілагрос Секера     | 2–6, 6–4, 0–6 |
| Поразка   | 2.   | 9 листопада 1998  | Сан-Сальвадор, Сальвадор                | Ґрунт    | Алісія Ортуньйо     | 1–6, 0–6      |
| Поразка   | 3.   | 23 листопада 1998 | Кульякан, Мексика                       | Тверде   | Жофія Губачі        | 0–6, ret.     |
| Перемога  | 1.   | 2 серпня 1999     | Каракас, Венесуела                      | Тверде   | Габріела Волекова   | 6–1, 6–2      |
| Перемога  | 2.   | 16 серпня 1999    | Бухарест, Румунія                       | Ґрунт    | Сильвія Ринажевська | 6–3, 6–0      |
| Поразка   | 4.   | 8 листопада 1999  | Сан-Сальвадор, Сальвадор                | Ґрунт    | Джоанн Мур          | 6–4, 4–6, 5–7 |
| Поразка   | 5.   | 24 квітня 2000    | Черіньола, Італія                       | Ґрунт    | Йоана Гашпар        | 6–4, 3–6, 1–6 |
| Поразка   | 6.   | 5 червня 2000     | Анталія, Туреччина                      | Ґрунт    | Марія Вольфбрандт   | 2–6, 0–6      |
| Перемога  | 3.   | 26 червня 2000    | Стамбул, Туреччина                      | Тверде   | Луціє Штефлова      | 6–4, 7–6      |
| Перемога  | 4.   | 9 жовтня 2000     | Каїр, Єгипет                            | Ґрунт    | Даніела Клеменшиц   | 6–4, 4–2      |
| Поразка   | 7.   | 8 вересня 2002    | Мольєрусса, Іспанія                     | Тверде   | Фредеріка Пієдаде   | 4–6, 2–6      |
| Поразка   | 8.   | 10 травня 2004    | Монсон, Іспанія                         | Тверде   | Марта Фрага         | 0–6, 4–6      |

### Парний розряд (21–13)
| Результат | Ранг | Дата              | Турнір                      | Покриття   | Партнерка           | Суперниці                                     | Рахунок            |
| --------- | ---- | ----------------- | --------------------------- | ---------- | ------------------- | --------------------------------------------- | ------------------ |
| Перемога  | 1.   | 16 вересня 1996   | Боссонан, Швейцарія         | Ґрунт      | Наташа Рандріантефі | Андреа Носай Фружина Сіклосі                  | 6–4, 7–5           |
| Поразка   | 1.   | 7 жовтня 1996     | Бургдорф, Швейцарія         | Килим (i)  | Наташа Рандріантефі | Патрісія Маркова Деніса Соботкова             | 3–6, 4–6           |
| Перемога  | 2.   | 11 листопада 1996 | Гавр, Франція               | Ґрунт (i)  | Caroline Rossel     | Sandrine Bouilleau Catherine Valantin         | 2–6, 7–6(7–5), 7–5 |
| Поразка   | 2.   | 17 лютого 1997    | Фару, Португалія            | Тверде     | Сільві Сальяберрі   | Іноуе Майко Кавамата Ріей                     | 3–6, 2–6           |
| Перемога  | 3.   | 11 листопада 1996 | Сантьяго, Чилі              | Ґрунт      | Моніка Машталіржова | Маріана Лопес Паласіос Лаура Монтальво        | 6–4, 6–3           |
| Поразка   | 3.   | 19 січня 1998     | Маямі, США                  | Тверде     | Аліна Жидкова       | Лілія Остерло Зузана Валекова                 | 4–6, 4–6           |
| Перемога  | 4.   | 18 травня 1998    | Сарагоса, Іспанія           | Ґрунт      | Хісела Рієра        | Лурдес Домінгес Ліно Вероніка Стеле           | 6–4, 6–1           |
| Перемога  | 5.   | 1 червня 1998     | Сеута, Іспанія              | Тверде     | Хісела Рієра        | Tamara Aranda Julia Carballal                 | 6–3, 6–3           |
| Перемога  | 6.   | 29 червня 1998    | Лог'я, Фінляндія            | Тверде     | Джасмін Чаудурі     | Helena Fremuthova Ірина Корнієнко             | 6–3, 6–2           |
| Перемога  | 7.   | 21 вересня 1998   | Сантьяго, Чилі              | Ґрунт      | Паула Кабесас       | Маріана Лопес Паласіос Марія-Алехандра Кесада | 6–4, 6–1           |
| Поразка   | 4.   | 12 жовтня 1998    | Асунсьйон, Парагвай         | Ґрунт      | Жофія Губачі        | Лаура Берналь Ларісса Шерер                   | 6–3, 6–7(3–7), 4–6 |
| Поразка   | 5.   | 9 листопада 1998  | Сан-Сальвадор, Сальвадор    | Ґрунт      | С'юзі Старретт      | Джоанн Мур Алісія Ортуньйо                    | 3–6, 6–3, 1–6      |
| Перемога  | 8.   | 16 листопада 1998 | Лос-Мочіс, Мексика          | Тверде     | Жофія Губачі        | Мелоді Фалько Паола Паленсія                  | 6–1, 6–2           |
| Поразка   | 6.   | 23 листопада 1998 | Кульякан, Мексика           | Ґрунт      | Жофія Губачі        | Рената Колбовіч Жидкова Аліна Володимирівна   | 3–6, 2–6           |
| Поразка   | 7.   | 1 лютого 1999     | Стамбул, Туреччина          | Тверде (i) | Надія Островська    | Тетяна Перебийніс Ірода Туляганова            | 3–6, 4–6           |
| Перемога  | 9.   | 3 травня 1999     | Поса-Ріка, Мексика          | Тверде     | Паула Раседо        | Надя Джонстон Ніколь Сьюелл                   | 6–1, 7–6(7–5)      |
| Перемога  | 10.  | 21 червня 1999    | Монреаль, Канада            | Тверде     | Крістіна Тріска     | Кавамата Ріей Сасано Йосіко                   | 5–7, 7–5, 6–2      |
| Поразка   | 8.   | 2 серпня 1999     | Каракас, Венесуела          | Тверде     | Габріела Волекова   | Меліса Аревало Маріана Меса                   | 5–7, 6–7(1–7)      |
| Перемога  | 11.  | 13 вересня 1999   | Буенос-Айрес, Аргентина     | Ґрунт      | Паула Раседо        | Лаура Монтальво Паола Суарес                  | w/o                |
| Поразка   | 9.   | 19 вересня 1999   | Асунсьйон, Парагвай         | Тверде     | Маріана Меса        | Россана де лос Ріос Ларісса Шерер             | 2–6, 3–6           |
| Перемога  | 12.  | 4 жовтня 1999     | Сантьяго, Чилі              | Ґрунт      | Наталія Гуссоні     | Хорхеліна Краверо Марія Емілія Салерні        | 7–5, 6–4           |
| Перемога  | 13.  | 8 листопада 1999  | Сан-Сальвадор, Сальвадор    | Ґрунт      | Джоанн Мур          | Елена Хурісіч Стефані Шаер                    | 7–5, 2–1 ret.      |
| Поразка   | 10.  | 27 березня 2000   | Ам'єн, Франція              | Ґрунт (i)  | Маріана Діас-Оліва  | Магда Міхалаке Зузана Валекова                | 2–6, 4–6           |
| Перемога  | 14.  | 17 квітня 2000    | Filothei, Греція            | Ґрунт      | Магда Міхалаке      | Кінга Берец Адрієнн Хегюдюш                   | 6–2, 5–7, 7–5      |
| Перемога  | 15.  | 1 травня 2000     | Барі, Італія                | Ґрунт      | Ванеса Краут        | Наталія Гуссоні Сабріна Валенті               | 7–5, 6–4           |
| Поразка   | 11.  | 21 серпня 2000    | Марибор, Словенія           | Ґрунт      | Ванеса Краут        | Анжеліка Реш Ясмін Вер                        | 4–6, 6–4, 6–7(1–7) |
| Поразка   | 12.  | 2 жовтня 2000     | Каїр, Єгипет                | Ґрунт      | Andrea Masarykova   | Сандра Клеменшиц Даніела Клеменшиц            | 1–4, 1–4, 2–4      |
| Перемога  | 16.  | 19 лютого 2001    | Алгарве, Португалія         | Тверде     | Карін Борню         | Alice Barnes Жулі Пуллен                      | 6–3, 6–3           |
| Перемога  | 17.  | 21 травня 2001    | Ель-Пасо (Техас), США       | Тверде     | Джакелін Трейл      | Анніка Купер Елісон Неш                       | 6–1, 6–2           |
| Перемога  | 18.  | 1 липня 2001      | Lachine, Канада             | Тверде     | Адрія Енґел         | Ayano Takeuchi Томоко Йонемура                | 6–2, 6–1           |
| Перемога  | 19.  | 6 травня 2002     | Сегед, Угорщина             | Ґрунт      | Даніела Казанова    | Жужанна Фодор Дороттья Магаш                  | 7–5, 7–6(7–2)      |
| Поразка   | 13.  | 29 вересня 2002   | Льєйда, Іспанія             | Ґрунт      | Кароліне Анн Базу   | Фредеріка Пієдаде Неуза Сілва                 | 7–6(7–5), 2–6, 4–6 |
| Перемога  | 20.  | 20 червня 2004    | Монтемор-у-Нову, Португалія | Тверде     | Фредеріка Пієдаде   | Аланна Бродерік Меган Мултон-Леві             | 6–4, 6–3           |
| Перемога  | 21.  | 1 серпня 2004     | Понтеведра, Іспанія         | Тверде     | Фредеріка Пієдаде   | Julianna Gates Natasha Kersten                | 7–5, 6–4           |

## Участь у Кубку Федерації

### Одиночний розряд
| Розіграш     | Раунд                  | Дата          | Місце             | Супротивник                                 | Покриття | Суперниця    | W/L | Рахунок  |
| ------------ | ---------------------- | ------------- | ----------------- | ------------------------------------------- | -------- | ------------ | --- | -------- |
| 2001 Fed Cup | Світова група Playoffs | 22 липня 2001 | Сідней, Австралія | Збірна Австралії з тенісу в Кубку Федерації | Трава    | Ніколь Пратт | L   | 1–6, 2–6 |

### Парний розряд
| Розіграш     | Раунд                  | Дата          | Місце             | Супротивник                                 | Покриття | Партнерка        | Суперниці                         | W/L | Рахунок  |
| ------------ | ---------------------- | ------------- | ----------------- | ------------------------------------------- | -------- | ---------------- | --------------------------------- | --- | -------- |
| 2001 Fed Cup | Світова група Playoffs | 22 липня 2001 | Сідней, Австралія | Збірна Австралії з тенісу в Кубку Федерації | Трава    | Даніела Казанова | Еві Домінікович Рейчел Макквіллан | L   | 3–6, 3–6 |